# Wii U system software
Wii U system software — системное программное обеспечение, являющееся официальной версией прошивки и операционной системой для игровой консоли Nintendo Wii U. Nintendo поддерживает системные функции и приложения Wii U, предлагая системные обновления программного обеспечения через Интернет. Обновления являются необязательными для каждого владельца консоли, но могут потребоваться для обеспечения совместимости с онлайн-службами Nintendo. Каждое обновление является накопительным, включая все изменения, внесенные в предыдущие обновления. Официальная интегрированная среда разработки системы под названием MULTI и опубликованная производителем программного обеспечения для встроенных программных продуктов Green Hills Software предназначена для использования Nintendo и ее лицензированными разработчиками в программировании Wii U. Подробности внутренней архитектуры операционной системы официально не опубликованы.

## Wii U Menu
Меню Wii U — это главная панель системы, действующая как организатор и запуска приложений. Это графическая оболочка, похожая на Wii Menu и Nintendo 3DS HOME Menu. Это позволяет запускать программное обеспечение, хранящееся на оптических дисках Wii U, приложениях, установленных во внутренней памяти или внешнем запоминающем устройстве, или названия Wii через системный «режим Wii». WaraWara Plaza отображается на экране телевизора, а на экране Wii U GamePad отображаются значки приложений, доступные для запуска; Отображаемые роли двух экранов могут быть заменены одним нажатием кнопки. Как и в оригинальном Wii, диски можно также «горячей» замены в меню. Меню Wii U также может использоваться для запуска приложений, полностью выходящих за рамки только игр: социальной сети Miiverse, которая интегрирована со всеми играми и приложениями; Интернет-браузер для Всемирной паутины; проигрывать медиа через Netflix, Amazon Video, Hulu, YouTube и многое другое; загрузить программное обеспечение Wii U и контент через Nintendo eShop; получать официальные уведомления от Nintendo. Настройки системы, родительский контроль и журнал активности также можно запустить через меню.

## WaraWara Plaza
Меню Wii U напрямую интегрировано с Miiverse и сетью Nintendo. Когда Wii U включится, на экране телевизора появится WaraWara Plaza, в которой отображается статус пользователя и комментарии к Miiverse. Каждый пользователь представлен их соответствующим Mii и часто ассоциируется с сообществом Miiverse. Пользователи могут сохранять любые Mii на WaraWara Plaza в свою личную библиотеку, например, свои записи (с «Да!»), Писать комментарий и отправлять запрос о дружбе.

## Home Menu
Главное меню (стилизованное под меню HOME) можно получить во время любой игры или приложения, нажав кнопку Home на Wii U GamePad, Wii U Pro Controller или Wii Remote. Главное меню позволяет пользователю запускать определенные приложения для многозадачности, такие как Miiverse, Nintendo TVii, Nintendo eShop и Интернет-браузер во время работы игры или приложения. Он также отображает различную информацию, такую как дата и время, статус беспроводного сигнала, время автономной работы контроллера и настройки контроллера. Текущую загрузку можно также контролировать в диспетчере загрузки, который загружает и устанавливает игры и приложения и их соответствующие обновления, а также загружает обновления системы в фоновом режиме.

## Предустановленное программное обеспечение
Nintendo eShop — это онлайн-служба распределения Nintendo, обслуживающая как Wii U, так и карманную консоль Nintendo 3DS. В eShop представлены загружаемые версии программного обеспечения Wii U (как для розничной продажи, так и для загрузки), игры Wii, игры с виртуальной консолью, пробные версии (demos) и различные приложения. Он также позволяет пользователям приобретать загружаемый контент (DLC) и автоматически загружать патчи для физических и загружаемых игр. Весь контент, полученный из Nintendo eShop, прикрепляется к сетевому идентификатору Nintendo, но может использоваться только в одной системе. Wii U позволяет загружать фон через SpotPass во время игры или приложения или в режиме ожидания. Одновременно можно поставить в очередь до десяти загрузок, и их состояние можно проверить в приложении Download Manager. Всплывающее уведомление появится в разделе «Главное меню», чтобы уведомить пользователя о том, что загрузка завершена. 27 марта 2023 года магазин eShop будет закрыт для Wii U и Nintendo 3DS.
В отличие от прошлых цифровых магазинов Nintendo, таких как Wii Shop Channel и Nintendo DSi Shop, в которых в качестве валюты использовались Nintendo Points, Nintendo eShop использует местную валюту пользователя, используя цифровую кошельковую систему, посредством которой средства добавляются и снимаются с кошелька. Пользователь может пополнять свой кошелек несколькими способами: кредитной или дебетовой картой или покупкой карт Nintendo eShop. Также возможно приобрести коды загрузки от избранных розничных продавцов и позже выкупить их в интернет-магазине. 22 июля 2014 года японский Nintendo eShop был обновлен для поддержки цифровых денежных карточек для пополнения счета в цифровом кошельке учетной записи через NFC на Wii U GamePad. Эти карты встроены в микросхемы и обычно используются для покупки билетов на поезд или автобус, а также для покупок в магазинах.
Nintendo eShop поддерживает обзоры программного обеспечения для пользователей. Пользователи могут отправлять обзор со «звездами» от одного до пяти, представляя его качество в порядке полумесяца. Также можно классифицировать программное обеспечение, подходит ли оно для хардкора или для более обычных игроков. Обзоры могут быть представлены только после того, как программное обеспечение в обзоре использовалось в течение по крайней мере одного часа. [В будущем] можно будет прикрепить сообщения Miiverse к каждому обзору.

## Miiverse
Miiverse (портмоне «Mii» и «Universe») представляет собой интегрированную социальную сеть, которая позволяет игрокам взаимодействовать и делиться своим опытом с помощью собственных персонажей Mii. Miiverse позволяет пользователям легко делиться достижениями, комментариями, написанными от руки, и комментариями к скриншотам игры с другими пользователями. Выбрать игры интегрированы с Miiverse, где социальные взаимодействия также могут возникать в игре. Miiverse модерируется с помощью программной фильтрации, а также команды специалистов по персоналу, чтобы гарантировать, что контент, совместно используемый пользователями, является подходящим и что никакие спойлеры не используются совместно. В целях облегчения этого было указано, что на «Miiverse» могут появляться до 30 минут.
25 апреля 2013 года Miiverse также стал доступен в веб-браузерах для смартфонов, планшетов и ПК с поддержкой Интернета. Позднее он стал доступен для Nintendo 3DS в декабре 2013 года. Nintendo также планировала выпустить специализированное приложение Miiverse для смартфонов и планшетов в будущем.
В 2017 году Nintendo закрыла Miiverse.

## Internet Browser
Интернет-браузер позволяет пользователям просматривать веб-страницы на Wii U GamePad и / или на экране телевизора. Он функционирует как многозадачное приложение на Wii U, поэтому его можно использовать, когда другая игра или приложение временно отстраняется в фоновом режиме. Браузер контролируется главным образом с помощью сенсорного экрана Wii U GamePad или с помощью аналогового джойстика для прокрутки веб-страниц и D-pad для циклического перехода по ссылкам на странице, подобно использованию клавиатуры. Он может воспроизводить видео и аудио в формате HTML 5 на таких веб-сайтах, как YouTube и другие социальные сети. Пользователь может скрыть вид браузера на экране телевизора для обеспечения конфиденциальности, который содержит такие эффекты презентации, как открытие сценных занавесов. Пользователь также может выбирать между поисковыми системами Google и Yahoo!. Существует опция переноса текста, чтобы автоматически переносить текст в ширину экрана при разных уровнях масштабирования. Пользователи также могут создавать закладки, каждый из которых имеет свой собственный набор личных закладок. Браузер поддерживает до шести вкладок одновременно. В истории браузера может храниться до 32 страниц, прежде чем заменять старые элементы.

## Nintendo TVii
Nintendo TVii был бесплатным сервисом на телевидении, который позволяет пользователям находить программы на Netflix, Hulu Plus, Amazon Video и в их кабельной сети. Nintendo TVii также позволяет пользователям управлять своим видеорегистратором TiVo через Wii U. Пользователи затем могут выбрать источник программы, которую они хотят смотреть, и смотреть ее на своем телевизоре или в Wii U GamePad. По умолчанию на экране GamePad отображается информация о просмотренном показе. Эта информация включает в себя обзоры, скриншоты, списки трансляций, трейлеры и другую общую информацию о шоу, представленную английской Википедией, IMDb, Rotten Tomatoes, а также другими отдельными источниками. Nintendo TVii также имеет специальную секцию, в которой пользователь может просматривать позиции игроков и основные моменты матча, обновляемые в режиме реального времени.
Каждый пользователь имеет свои собственные настройки на Nintendo TVii, такие как их предпочтения, любимые шоу и спортивные команды, личные Mii и интеграция учетной записи в социальной сети. Затем пользователи могут взаимодействовать со своими друзьями и сообществом, общаясь и комментируя реакцию на живые моменты на текущем шоу, в социальных сетях, таких как Miiverse, Facebook и .Twitter, через GamePad, пока они смотрят их шоу на экране телевизора.
Nintendo TVii был выпущен с выходом Wii U в Японии 8 декабря 2012 года. Он был выпущен в Северной Америке 20 декабря 2012 года и должен был выйти в Европе в 2013 году, но так и не был выполнен. Nintendo UK с тех пор извинилась и заявила, что ожидает дальнейших анонсов в «ближайшем будущем». Однако 14 февраля 2015 года Nintendo Europe официально подтвердила, что они отменили планы по выпуску сервиса в европейских странах «с учетом чрезвычайно сложного характера локализации множества телевизионных услуг в разных странах с различными системами лицензирования».

## Other streaming service apps
Nintendo также работает с YouTube, LoveFilm (только в Великобритании и Ирландии), Nico Nico Douga и YNN! (Только для Японии), чтобы принести потоковое видео и телевизионное содержимое в Wii U. Nintendo первоначально задержала развертывание некоторых мультимедийных возможностей для Wii U, поскольку это задерживало его онлайн-инфраструктуру. Поздно в день запуска обновление прошивки развернуло приложение Netflix. Затем доступ к приложениям Hulu Plus, Amazon Video и YouTube постепенно активировался позже на неделе запуска. 25 декабря 2014 года и без предварительного уведомления Crunchyroll запустил свое одноименное приложение для североамериканского Wii U eShop, а позднее был выпущен для систем PAL до 8 января 2015 года. Изначально, несмотря на возможность бесплатного скачивания, контент на Crunchyroll Приложение доступно только пользователям Premium аккаунта, но с тех пор это было исправлено, чтобы разрешить доступ всем членам Crunchyroll. После длительной задержки и без предварительного уведомления, по состоянию на 28 мая 2015 г. пользователи, имеющие доступ в Nintendo eShop для Великобритании, могут загрузить приложение BBC iPlayer. 17 декабря 2015 года, также без предварительного уведомления, музыкальное потоковое приложение Napster было выпущено на Wii U для подходящих европейских стран, а приложение было выпущено позднее в США 11 марта 2016 года под именем Rhapsody.

## Wii U Chat
Wii U Chat — это онлайн-чат Nintendo для онлайн-чата, основанный на сети Nintendo. Услуга позволяет пользователям использовать фронтальную камеру Wii U GamePad для видеочата с зарегистрированными друзьями. Хотя видео-чат, по сути, необходим только Wii U GamePad, так как приложение совместимо с Off-TV Play. Пользователи могут рисовать картинки на GamePad, поверх дисплея видеочата. Если есть игра или другое приложение, которое уже запущено, то кольцо кнопки HOME на GamePad будет мигать, показывая, что есть входящий вызов.

## Wii Street U
Wii Street U — это встроенное приложение для карт, разработанное Nintendo и Google для Wii U. Во время Nintendo Direct Satoru Iwata обнаружил, что Карты Google будут интегрированы с функцией панорамы Wii U. Игрок может выбрать любое место из По всему миру, чтобы посмотреть, использовать функцию просмотра улиц и можете использовать Wii U GamePad.
Это приложение было доступно в Wii U eShop как бесплатное скачивание до 31 октября 2013 года, после чего оно стало платным приложением. В январе 2016 года Nintendo объявила, что приложение будет прекращено 31 марта 2016 года. С тех пор оно было исключено из Nintendo eShop по состоянию на 31 января 2016 года, хотя пользователи, которые уже приобрели его, все равно могли загрузить приложение до даты его прекращения.

## Wii Karaoke U
Wii Karaoke U — это встроенное приложение для караоке, разработанное Nintendo и Joysound для Wii U. Оно лицензирует библиотеку онлайн-музыки Joysound от японского поставщика услуг караоке Xing. В игре можно использовать как микрофон Wii U GamePad, так и любой универсальный USB-микрофон, подключенный к консоли Wii U.
Для игры требуется подключение к Интернету для доступа к новым песням для загрузки. Покупая билеты для песен из Nintendo eShop, игроки арендуют песни, которые они хотят петь в течение ограниченного периода времени (от 24 часов до 90 дней) из библиотеки песен Joysounds. Выбирая сцену для выступления, игроки могут выбирать своих персонажей Mii, чтобы представлять себя. Игроки также могут настраивать такие параметры, как эхо, клавиша и скорость песни, а другие игроки могут использовать свои пульты Wii, чтобы сопровождать певца, играя на инструментах, таких как цимбалы и маракасы. Игра включает в себя режим урока, который тренирует и викторизирует игроков по тону и ритму.
Это было выпущено в качестве бесплатного приложения, названного Wii Karaoke U от Joysound, в интернет-магазине Nintendo в Европе 4 октября 2013 года.

## Wii Mode
Wii U Wii Mode является полностью виртуализированной системой Wii со всеми ее ограничениями и привилегиями. Когда в Wii U вставлен игровой диск Wii, в меню Wii U появляется соответствующий значок запуска. В качестве альтернативы, Wii U может быть включено, удерживая кнопку B. Любой из этих методов эффективно перезапустит Wii U, чтобы полностью стать виртуальной системой Wii, пока он не перезапустится в режим Wii U. Как и в родной системе Wii, внутренняя память Wii Mode ограничена 512 МБ, а в меню карты SD можно использовать карту размером до 32 ГБ.
Есть несколько незначительных различий между Wii U Wii Mode и родной системой Wii. Настройки управления данными доступны, но настройки системы Wii не установлены. Wii Shop Channel полностью доступен для покупки программного обеспечения Wii; Однако его приложения Netflix, Hulu Plus и YouTube нельзя использовать. Чтобы использовать собственные версии этих приложений, система должна быть перезапущена в режим Wii U.

## Многозадачные приложения
В дополнение к запуску одной основной игры или приложения, Wii U способен одновременно открывать выбранные системные приложения. После запуска основного приложения из меню Wii U пользователь может нажать кнопку HOME, чтобы временно приостановить это приложение. Затем может быть запущено одно из следующих приложений и может взаимодействовать с основным приложением, таким как скриншоты и оценки игры.
- Miiverse
- Nintendo eShop
- Internet Browser
- Nintendo TVii
- Notifications
- Friend List
- Download Manager

## История обновлений
Wii U запустился со своим системным программным обеспечением в версиях 1.0.1 или 1.0.2. Обновление, выпущенное в тот же день, добавило веб-браузер Miiverse, способ передачи данных с Wii и песочница для владельцев, чтобы играть в игры Wii, но не в игры GameCube. 25 апреля 2013 года большое обновление версии 3.0 улучшило время загрузки системы и добавило автоматическую установку загруженного программного обеспечения. Версия 4.0, выпущенная 30 сентября 2013 года, добавила дополнительные функции, такие как возможность подключить гарнитуру непосредственно к GamePad для Wii U Chat, возможность делать скриншоты и загружать их через веб-браузер во время игры, а также поддерживает USB-клавиатуры и объемный звук Звук для Wii игр. 2 июня 2014 года было выпущено еще одно крупное обновление с номером версии 5.0 с добавленными возможностями для отображения меню быстрого запуска и предупреждений о Game Play в дополнение к другим изменениям. Версия, которая сразу же последовала (5.1.0), добавила поддержку Wii U к системе Wii U System Transfer.